# Актрапид
Actrapid HM (Актрапи́д ЧМ) — препарат инсулина человека короткой продолжительности действия, получаемый методом генной инженерии, имеет нейтральный pH.

## Производство
Инсулин Актрапи́д ЧМ (Человеческий генно-инженерный, степень очистки — Монокомпоне́нтный) производится датской фирмой «Ново Нордиск», производства которой находятся в Дании и Индии.

## Форма выпуска, состав и упаковка
Раствор для инъекций прозрачный, бесцветный. Препарат выпускается во флаконах по 10 мл (концентрацией 40 ЕД/мл и 100 ЕД/мл активного вещества) или в penfill (картриджах) по 1,5 и 3 мл для шприц-ручек (1 мл — 100 ЕД активного вещества).
Действующее вещество — нейтральный монокомпонентный раствор инсулина, идентичного инсулину человека. 1 МЕ (международная единица, в русской транскрипции — ЕД) соответствует 35 мкг безводного человеческого инсулина. Человеческий генно-инженерный.
Вспомогательные вещества: цинка хлорид (стабилизатор инсулина), глицерол, метакрезол (средство для стерилизации полученного раствора, позволяет использовать открытый флакон до 6 недель), хлороводородная кислота и/или натрия гидроксид (для поддержания нейтрального уровня pH), вода для инъекций.

## Фармакологическое действие
Препарат биосинтетического человеческого инсулина короткого действия. Начало действия — через 30 мин после подкожного введения. Максимальный эффект развивается в промежутке между 1 ч и 3 ч после введения. Продолжительность действия — 8 ч.
Профиль действия инсулина является приблизительным: зависит от дозы препарата и отражает индивидуальные особенности.

## Фармакокинетика
Абсорбция инсулина и, как следствие, начало сахароснижающего действия, зависит от способа введения (в/в, в/м, п/к), ме́ста инъекции (живот, плечо, бедро, ягодицы), объёма инъекции, концентрации инсулина и некоторых других параметров. В плазме крови период полувыведения инсулина составляет несколько минут. Таким образом, профиль действия инсулина зависит, в основном, от скорости и интенсивности его поступления в кровяно́е ру́сло. На этот процесс влияют многие факторы, что ведёт к значительным индивидуальным различиям.
При переходе с концентрации инсулина 40 ЕД/мл на 100 ЕД/мл небольшие изменения абсорбции инсулина за счёт меньшего объёма компенсируются более высокой его концентрацией.

## Показания
- инсулинзависимый сахарный диабет (тип 1);
- инсулиннезависимый сахарный диабет (тип 2): стадия резистентности к пероральным гипогликемическим средствам, частичная резистентность к этим препаратам (при проведении комбинированной терапии), при интеркуррентных заболеваниях, операциях.
- беременность (при нарушении углеводного обмена, неэффективности диетотерапии).

Actrapid HM назначают пациентам с диабетическим кетоацидозом, кетоацидотической и гиперосмолярной комой. При аллергии к препаратам инсулина животного происхождения, инсулиновых
липоатрофиях, инсулинорезистентности в связи с высоким титром антиинсулиновых антител.

## Режим дозирования
Actrapid HM можно вводить подкожно, внутримышечно и внутривенно. Доза устанавливается врачом индивидуально. Обычно он назначается 3 раза в сутки (завтрак-обед-ужин) в сочетании с препаратами инсулина пролонгированного действия, но возможен вариант 5-6 кратного введения (без сочетания с NPH-инсулинами, используемыми обычно для имитации базальной секреции).

## Побочные действия
- Гипогликемии
- Аллергические реакции
- Нарушения рефракции (обычно в начале инсулинотерапии)

## Противопоказания
- Гипогликемия
- Инсулинома

При переводе пациентов на препараты инсулина человека временно может ухудшаться способность к вождению автомобиля. В случаях передозировки инсулина, если больной в сознании (способен глотать), необходимо дать выпить раствор либо таблетки глюкозы или сладкий чай, сок. При потере сознания вводят глюкозу внутривенно, а при тяжёлой гипогликемии (дрожь, судороги, потеря сознания) — внутримышечно вводят 1 мг глюкаго́на (индивидуальный одноразовый набор глюкаГен ГипоКит). Попытки напоить больного в этой ситуации могут привести к гибели от асфикси́и или аспира́ции.

## Условия хранения
Actrapid HM должен храниться при температуре 2…8 °C. Замораживание не допускается. Флакон с инсулином, хранящийся при комнатной температуре, должен использоваться в течение 6 недель. Препарат нельзя применять в случае потери полной его пригодности и при наличии окрашивания.

## Виды
Кроме человеческого монокомпоне́нтного (ЧМ) инсулина Actrapid HM (HM — на латыни человеческий генно-инженерный, монокомпонентный), фирма выпускает также монокомпонентный свиной инсулин Actrapid MC (где MC — латинское обозначение, добавляемое к названию препарата и показывающее, что содержание примесей в препарате инсулина не превышает 1⋅10−6), можно встретить и монопи́ковый свиной Actrapid MP (MP — латинское обозначение, добавляемое к названию препарата, степень примесей в котором достигает 1⋅10−3).